# Lutovo
Lutovo  (cyr. Лутово) – wieś w Czarnogórze, w gminie Podgorica. W 2003 roku liczyła 7 mieszkańców.